# Copa Independencia de Indonesia 1985
La Copa Independencia del año 1985, fue la primera edición de este torneo, se disputó en el mes de agosto de 1985 en la ciudad de Yakarta, Indonesia, resultando campeona la escuadra Selección de Chile XI.

## Partidos

### Primera fase

#### Grupo A
| Equipo                 | Pts | PJ | PG | PE | PP | GF | GC | Dif |
| ---------------------- | --- | -- | -- | -- | -- | -- | -- | --- |
| Chile XI               | 6   | 3  | 3  | 0  | 0  | 10 | 0  | +10 |
| Corea del Sur Olímpica | 4   | 3  | 2  | 0  | 1  | 6  | 4  | +2  |
| Indonesia U-23         | 2   | 3  | 1  | 0  | 2  | 1  | 4  | -4  |
| Malasia U-23           | 0   | 3  | 0  | 0  | 3  | 0  | 9  | -9  |

| 9 de agosto del 1985 | Garuda       | 1:0 (0:0) | Malasia U-23 | ?, ?                                         |                                              |
|                      | Sugianto 83' |           |              | Asistencia: ? espectadores Árbitro(s): ? (?) | Asistencia: ? espectadores Árbitro(s): ? (?) |

| 11 de agosto del 1985 | Corea del Sur Olímpica                                     | 4:0 (2:0) | Malasia U-23 | ?, ?                                         |                                              |
|                       | Chong Kap Choi 21' Jae Hyun Kwon 32' Chil Song Lee 53' 67' |           |              | Asistencia: ? espectadores Árbitro(s): ? (?) | Asistencia: ? espectadores Árbitro(s): ? (?) |

| 11 de agosto de 1985 | Indonesia U-23 | 0:2 (0:1) | Chile XI              | ?, ?                                         |                                              |
|                      |                |           | Muñoz 15' Poblete 61' | Asistencia: ? espectadores Árbitro(s): ? (?) | Asistencia: ? espectadores Árbitro(s): ? (?) |

| 13 de agosto de 1985 | Indonesia U-23 | 0:2 (0:2) | Corea del Sur Olímpica             | ?, ?                                         |                                              |
|                      |                |           | Bong Song Kim 2' Jae Hyun Kwon 11' | Asistencia: ? espectadores Árbitro(s): ? (?) | Asistencia: ? espectadores Árbitro(s): ? (?) |

| 11 de agosto del 1985 | Chile XI | 4:0 (2:0) | Malasia U-23 | ?, ?                                         |  |
|                       |          |           |              | Asistencia: ? espectadores Árbitro(s): ? (?) |  |

| 15 de agosto del 1985 | Chile XI                                    | 4:0 (2:0) | Corea del Sur Olímpica | ?, ?                                         |                                              |
|                       | Araya 25', 84' José Bernal 35' Jauregui 45' |           |                        | Asistencia: ? espectadores Árbitro(s): ? (?) | Asistencia: ? espectadores Árbitro(s): ? (?) |

#### Grupo B
| Equipo      | Pts | PJ | PG | PE | PP | GF | GC | Dif |
| ----------- | --- | -- | -- | -- | -- | -- | -- | --- |
| Tailandia   | 4   | 3  | 1  | 2  | 0  | 3  | 1  | +2  |
| Tianjin     | 4   | 3  | 1  | 2  | 0  | 4  | 3  | +1  |
| Indonesia B | 3   | 3  | 1  | 1  | 1  | 3  | 3  | +0  |
| Singapur B  | 0   | 3  | 0  | 1  | 2  | 4  | 7  | -3  |

| 10 de agosto del 1985 | Tailandia | 0:0 (0:0) | Tianjin | ?, ?                                         |  |
|                       |           |           |         | Asistencia: ? espectadores Árbitro(s): ? (?) |  |

| 10 de agosto del 1985 | Indonesia B                     | 2:1 (1:1) | Singapur B         | ?, ?                                         |                                              |
|                       | Dede Sulaiman '42 San Irmis '69 |           | Sharom Mokhtar '31 | Asistencia: ? espectadores Árbitro(s): ? (?) | Asistencia: ? espectadores Árbitro(s): ? (?) |

| 11 de agosto de 1985 | Tianjin                                          | 3:1 (1:0) | Singapur B         | ?, ?                                         |                                              |
|                      | Zuo Shusheng '5 Chen Jing Gang '53 Zun Zhufa '56 |           | Sharom Mokhtar '88 | Asistencia: ? espectadores Árbitro(s): ? (?) | Asistencia: ? espectadores Árbitro(s): ? (?) |

| 12 de agosto de 1985 | Indonesia B            | 1:2 (1:2) | Tailandia                 | ?, ?                                         |                                              |
|                      | Patar Tambunan '26 pen |           | Verapong Pengree '11, '25 | Asistencia: ? espectadores Árbitro(s): ? (?) | Asistencia: ? espectadores Árbitro(s): ? (?) |

| 14 de agosto del 1985 | Tailandia                 | 2:2 (1:0) | Singapur B                   | ?, ?                                         |                                              |
|                       | Verapong Pengree '13, '51 |           | Yahya Madon '75 pen, '85 pen | Asistencia: ? espectadores Árbitro(s): ? (?) | Asistencia: ? espectadores Árbitro(s): ? (?) |

| 14 de agosto del 1985 | Indonesia B | 0:0 (0:0) | Tianjin | ?, ?                                         |  |
|                       |             |           |         | Asistencia: ? espectadores Árbitro(s): ? (?) |  |

### Segunda fase
|  | Semifinales          | Semifinales            |   |                 | Final           | Final |  |
|  |                      |                        |   |                 |                 |       |  |
|  |                      |                        |   |                 |                 |       |  |
|  | ?, 18 de agosto      |                        |   |                 |                 |       |  |
|  | Chile XI             | 3                      |   |                 |                 |       |  |
|  | Tailandia            | 0                      |   |                 |                 |       |  |
|  |                      |                        |   |                 |                 |       |  |
|  |                      |                        |   |                 | ?, 20 de agosto |       |  |
|  |                      |                        |   |                 | Chile XI        | 1     |  |
|  |                      | Corea del Sur Olímpica | 0 |                 |                 |       |  |
|  |                      |                        |   |                 |                 |       |  |
|  |                      |                        |   |                 |                 |       |  |
|  |                      |                        |   |                 | Tercer lugar    |       |  |
|  | ?, 18 de agosto      | ?, 18 de agosto        |   | ?, 19 de agosto | ?, 19 de agosto |       |  |
|  | Tianjin              | 0                      |   | Tailandia       | 2               |       |  |
|  | Corea del Sur Olímp. | 1                      |   |                 | Tianjin         | 1     |  |

Semifinal

| 18 de agosto del 1985 | Chile XI                                     | 3:0 (1:0) | Tailandia | ?, ?                                         |                                              |
|                       | Opazo 28' Pairaj R. 68' autogol Jauregui 85' |           |           | Asistencia: ? espectadores Árbitro(s): ? (?) | Asistencia: ? espectadores Árbitro(s): ? (?) |

| 18 de agosto del 1985 | Tianjin | 0:1 (0:0) | Corea del Sur Olímpica | ?, ?                                         |                                              |
|                       |         |           | Sung Kun Lim 85'       | Asistencia: ? espectadores Árbitro(s): ? (?) | Asistencia: ? espectadores Árbitro(s): ? (?) |

3° y 4° Puesto

| 19 de agosto de 1985 | Tailandia              | 2:1 (?:?) | Tianjin       | ?, ?                                         |                                              |
|                      | Verapong Pengree 58' ? |           | Zun Zhufa 16' | Asistencia: ? espectadores Árbitro(s): ? (?) | Asistencia: ? espectadores Árbitro(s): ? (?) |

Final

| 20 de agosto de 1985 | Chile XI    | 1:0 (1:0) | Corea del Sur Olímpica | ?, ?                                         |                                              |
|                      | Poblete 85' |           |                        | Asistencia: ? espectadores Árbitro(s): ? (?) | Asistencia: ? espectadores Árbitro(s): ? (?) |

| Chile            |
| Campeón CHILE XI |